# 陳芴
陳芴（Chen An-Hu，1924年12月31日—）是一名射擊運動員，曾參加1960年夏季奧林匹克運動會射擊比賽男子快射手槍項目，以546分的成績獲得第47名。後曾擔任聯勤二○二兵工廠規劃中心總工程師，也參與了三一九槍擊事件的民間版測試。